# Acido clorogenico
L'acido clorogenico è una sostanza organica naturale. È l'estere che si ottiene dalla combinazione dell'acido caffeico con l'acido (L)-chinico. 
Nonostante il "cloro" del nome, l'acido clorogenico non contiene cloro . Il nome deriva invece dal greco χλωρός (kloros, verde chiaro) e -γένος (genos, suffisso che significa "dare origine a"), relativo al colore verde dei prodotti di ossidazione.
Il termine "acidi clorogenici", per estensione, si riferisce a una famiglia di acidi ed esteri polifenolici , inclusi gli acidi idrossicinnamici (acido caffeico, acido ferulico e acido p- cumarico) e alcuni idrossibenzoici (acido vanillico) con l'acido chinico.